# Hansjörg Schmidt

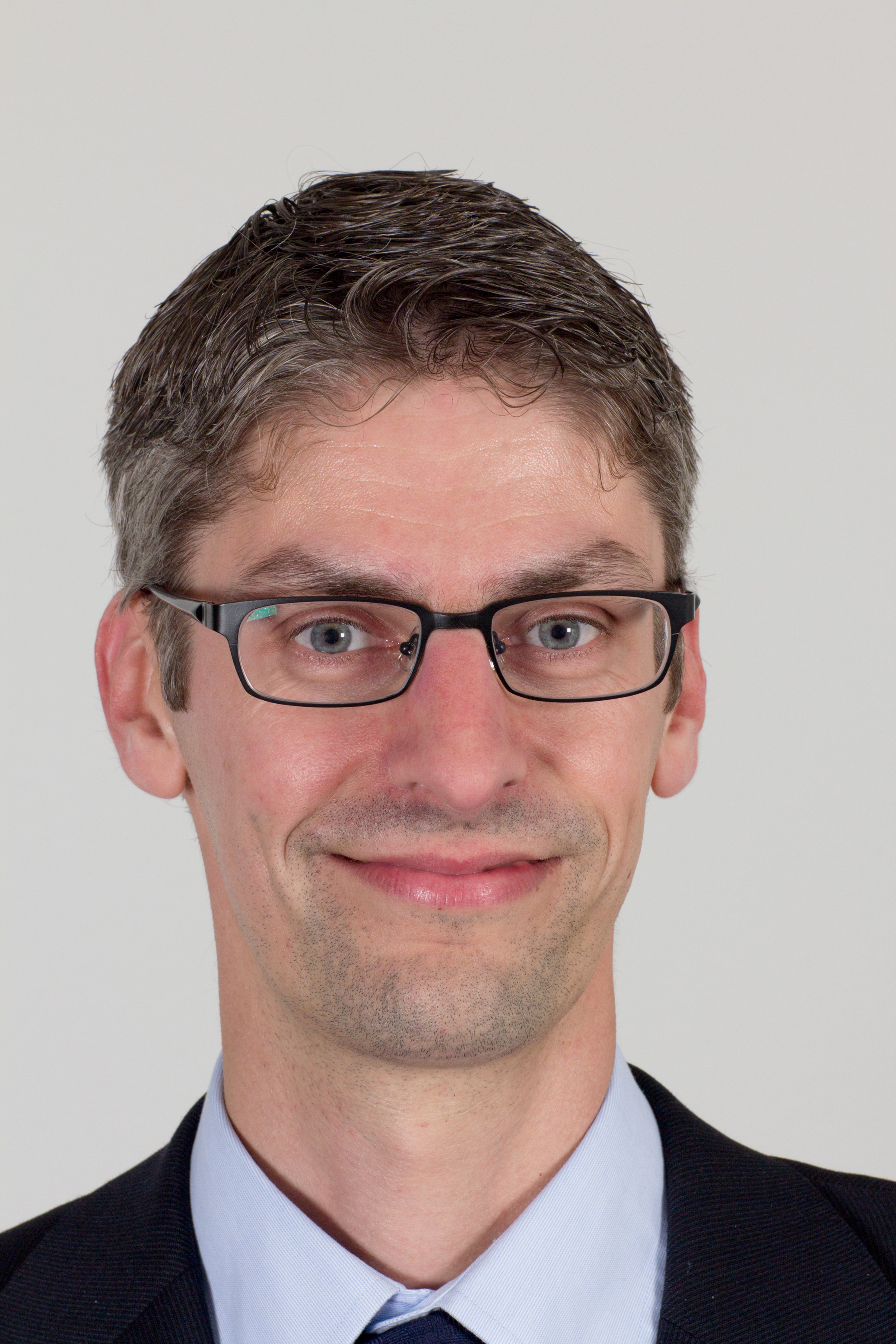
Hansjörg Schmidt

Hansjörg Schmidt (* 29. Oktober 1974 in Hamburg) ist ein deutscher Politiker (SPD). Er ist seit März 2011 Mitglied der Hamburgischen Bürgerschaft.

## Berufliches und Privates
Nach dem Abitur 1994 und einem Studium der Informatik gründete Schmidt 2001 mit vier Kommilitonen die Software-Firma WICE GmbH, deren Marketing- und Vertriebsleiter er ist.

## Politische Karriere
Seit 1993 ist Schmidt Mitglied der SPD. Ab 1997 vertrat er die Partei in der Bezirksversammlung Hamburg-Mitte. Von 2001 bis 2008 war er dort stellvertretender Fraktionsvorsitzender, von 2008 bis 2011 Fraktionsvorsitzender der SPD-Fraktion.
Bei der Bürgerschaftswahl in Hamburg 2008 trat er für die SPD im Wahlkreis Hamburg-Mitte an. Mit 8,0 Prozent der Stimmen verpasste er aber den Einzug in die Bürgerschaft.
Bei der Bürgerschaftswahl in Hamburg 2011 trat er erneut im Wahlkreis 1 an. Dieses Mal gelang ihm mit 10,2 Prozent der Stimmen der direkte Einzug ins Parlament. Damit ist er seit dem 7. März 2011 Mitglied der Hamburgischen Bürgerschaft. In dieser Legislaturperiode war er Fachsprecher für Medien und Netzpolitik der SPD und Mitglied im Kulturausschuss, im Verfassungsausschuss, im Parlamentarischen Untersuchungsausschuss „Elbphilharmonie“ und Vorsitzender des Ausschusses für Wirtschaft, Innovation und Medien.
Bei der Bürgerschaftswahl in Hamburg 2015 erlangte er mit 14,6 Prozent der Stimmen im Wahlkreis 1 erneut ein Direktmandat für die Bürgerschaft. Dort ist er Mitglied im Kulturausschuss und im Ausschuss für Wirtschaft, Innovation und Medien. Er ist wirtschaftspolitischer Sprecher der SPD-Bürgerschaftsfraktion.
Seit 2017 ist er Mitglied im NDR-Rundfunkrat.
Am 23. Februar 2020 gelang Schmidt erneut der Einzug in die Hamburgische Bürgerschaft.
Am 23. Oktober 2020 wurde Hansjörg Schmidt zum neuen Kreisvorsitzenden des SPD Kreises Hamburg-Mitte gewählt und ist damit der Nachfolger von Johannes Kahrs in diesem Amt, der all seine politischen Ämter im Mai 2020 niederlegte.